# Belén Aizen
Belén Aizen (* 18. August 2000 in San Martín) ist eine argentinische Handballspielerin, die insbesondere in der Variante Beachhandball erfolgreich ist.
Aizen lebt in Buenos Aires. Ihr Bruder Lucas Aizen ist argentinischer Handball-Nationalspieler.

## Hallenhandball
Belén Aizen spielt auf der Position der rechten oder der zentralen Defensivspielerin für SAG Villa Ballester. Mit ihrem Verein verpasste sie 2019 um zwei Punkte den Aufstieg aus der Primera Damas in die erste argentinische Liga, die Liga de Honor.
Aizen ist Juniorennationalspielerin der argentinischen Handball-Nationalmannschaft. Bei den Panamerikanischen Juniorinnenmeisterschaften 2018 in Buenos Aires gewann sie nach Siegen gegen Uruguay, Peru und Paraguay sowie Niederlagen gegen Brasilien und Chile die Bronzemedaille. Aizen wurde für das vorläufige erweiterte Aufgebot für die U-20-Juniorenweltmeisterschaften 2020 in Rumänien berufen. Bei den Panamerikanischen Jugendspielen 2021 gewann Aizen mit der argentinischen U21 die Goldmedaille.

### Nationalmannschaften
Aizen gehörte zunächst der Juniorennationalmannschaft Argentiniens im Beachhandball an. Mit dieser nahm sie an den Beachhandball-Juniorenweltmeisterschaften 2017 in Flic-en-Flac auf Mauritius teil. Mit ihrer Mannschaft schlug sie dort in der Vorrunde Paraguay und Kroatien, unterlag jedoch Ungarn. In der Hauptrunde schlug Argentinien Taiwan, unterlag dann den Niederlanden. Als Hauptrundendritte zog sie mit Argentinien in die Viertelfinals ein, wo zunächst China besiegt wurde. Im Halbfinale unterlag man erneut den Niederlanden, im Spiel um den dritten Rang gelang ein Sieg über Portugal und damit der Gewinn der Bronzemedaille. Ein Jahr später waren die Olympischen Jugend-Sommerspiele 2018 in ihrer Heimat Buenos Aires der Saisonhöhepunkt. Beachhandball ersetzte erstmals Hallenhandball und war erstmals überhaupt olympisch. Schon vor den Spielen nahm sie an allen vier Vorbereitungsreisen nach Brasilien zwischen Januar und September 2018 teil. In der Vorrunde schlug man die Mannschaften aus der Türkei, aus Paraguay, Venezuela und Hongkong. Einzig das letzte Gruppenspiel, erneut gegen die Niederlande, ging verloren. Waren die Spiele in der Vorrunde immer eindeutige Angelegenheiten, wurden sie in der Hauptrunde enger, alle drei Spiele gingen ins Shootout. Nachdem man Kroatien geschlagen hatte, unterlag man dem Team aus Ungarn und gewann danach denkbar knapp gegen Taiwan. Als drittplatziertes Team der Hauptrunde traf man auf einen der beiden Angstgegner Ungarn. Obwohl die Ungarinnen in der Addition sogar einen Punkt mehr erzielt hatten, gewannen die Argentinierinnen ein hart umkämpftes Spiel glücklich im Shootout. Im Finale trafen die Argentinierinnen erneut auf Kroatien und besiegten diese mit 2-0 Sätzen. Aizen gewann somit mit Argentinien die erste olympische Goldmedaille im Beachhandball. Mit 32 erzielten Punkten im Turnierverlauf war sie die offensivstärkste Spielerin von Argentiniens Defensive.
Anders als der Großteil ihrer Kolleginnen aus der Juniorennationalmannschaft rückte Aizen 2019 nicht sogleich in die Beachhandball-A-Nationalmannschaft Argentiniens auf. In Erscheinung trat sie hier bislang nur im 20 Spielerinnen umfassenden Kader im Vorfeld der Mittel- und Südamerikameisterschaften im Beachhandball 2019 in Maricá in Brasilien und der World Beach Games 2019 in Doha, Katar, da sie sich vor allem auf den Hallenhandball konzentrieren möchte.

### Verein
Im Februar 2019 gewann Aizen mit ihrer Mannschaft ACHA de Mar del Plata, zu der auch alle übrigen Goldmedaillengewinnerinnen der Olympischen Jugendspiele, Gisella Bonomi, Caterina Benedetti, Carolina Ponce, Fiorella Corimberto, Lucila Balsas, Rosario Soto, Zoe Turnes und Jimena Riadigos gehörten, den Titel bei der erstmals ausgetragenen argentinischen Beachhandball-Sommertour. Trainiert wurden sie von ihrer Trainerin in den argentinischen U-Nationalmannschaften Leticia Brunati.

## Erfolge
Olympische Jugendspiele
- 2018: Gold

Panamerikanische Jugendspiele
- 2021: Gold

Beachhandball-Juniorenweltmeisterschaften
- 2017: Bronze

Panamerikanischen Handball-Juniorinnenmeisterschaften
- 2018: Bronze

Argentinische Beachhandball-Sommertour
- 2019: Sieger